# Franz von Ketteler

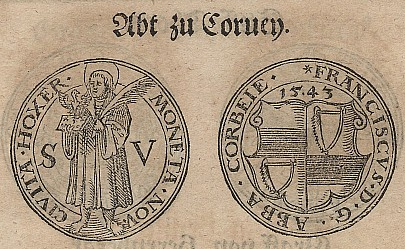
Taler des Abtes von Corvey von 1543 mit dem Wappen von Franz von Ketteler

Franz von Ketteler (lat. Franziscus) († 9. Januar 1547) war von 1504 bis zu seinem Tod Fürstabt von Corvey. Unter ihm kam es durch den Anschluss an die Bursfelder Kongregation zu einer inneren Reform des Klosterlebens. Allerdings fiel in seine Zeit auch das Eindringen der Reformation.

## Leben
Er war Sohn des Gotthard von Ketteler auf Assen und der Mutter Margarethe von Bronckhorst-Batenburg. Sein Bruder Gisbert war Dompropst in Paderborn und Domherr in Münster. Sein Bruder Gotthard heiratete Sybilla von Nesselrode. Deren Sohn Wilhelm war Fürstbischof von Münster. Gotthard war der Begründer der Kettler-Dynastie in Kurland und Semgallen.
Ketteler trat in das Kloster Liesborn ein. Er wurde 1504 zum Abt von Corvey gewählt. In seiner Wahlkapitulation versprach er weltliche und geistliche Reformen. Tatsächlich fällt in seine Zeit der Anschluss des Klosters an die Bursfelder Reformkongregation.
In weltlicher Hinsicht versuchte er, teilweise mit Erfolg, verpfändete Güter auszulösen. Andere blieben in Pfandschaft, und durch die Verhältnisse gezwungen, musste er andere Besitzungen verkaufen. In seine Zeit fällt der Verkauf der noch zu Corvey gehörenden Hälfte der Stadt Marsberg an den Kölner Erzbischof.
Der Fürstbischof von Paderborn, Erich von Braunschweig-Grubenhagen, ließ seine Truppen in das Stiftsgebiet einfallen und plündern. Als Folge der Hildesheimer Stiftsfehde fiel das bis zum Jahr 1521 von der Burg Hunnesrück aus verwaltete Amt Hunnesrück, eine 1310 vom Hochstift Hildesheim nach dem Kauf der Grafschaft Dassel eingerichtete Verwaltungseinheit, zeitgleich mit mehreren anderen Ämtern an das Herzogtum Braunschweig. Damit endeten unter Bischof Robert von Horohusen aufgeflammte Differenzen zwischen Corvey und Hildesheim über Nutzungsrechte in Teilgebieten des Sollings, der schon zu sächsischen Zeiten Grenzraum zwischen dem Augau um Höxter und dem Suilbergau war.
In späteren Jahren gelang es von Ketteler nicht, dem Eindringen der Reformation Einhalt zu gebieten.
In seiner Zeit fand man in der Klosterbibliothek 1517 die fünf ersten Bücher der Annalen des Tacitus wieder auf.